# Rhadinaea calligaster
Rhadinaea calligaster är en ormart som beskrevs av Cope 1876. Rhadinaea calligaster ingår i släktet Rhadinaea och familjen snokar. Inga underarter finns listade i Catalogue of Life.
Denna orm förekommer med flera från varandra skilda populationer i Costa Rica och norra Panama. Arten lever i bergstrakter mellan 1200 och 2850 meter över havet. Individerna vistas i fuktiga skogar. De besöker även betesmarker och andra angränsande landskap. Honor lägger ägg.
För beståndet är inga hot kända. Hela populationen anses vara stabil. IUCN listar arten som livskraftig (LC).